# 商丘縣
商丘县一名商邱县，是中国旧县名，在今河南省商丘市境内。
明朝洪武元年（1368年），归德府降为归德州，同时省睢阳县。弘治十五年（1502年），州治睢阳城因河灾塌坏。弘治十六年（1503年）九月，迁于新址（商丘古城）。嘉靖二十四年（1545年），升归德州为归德府，置商丘县，为归德府治所在地。县域北有丁家道口巡檢司，東南有武津關巡檢司。
清朝雍正三年（1725年），下諭避孔子名諱，把姓氏、地名「丘」字改作「邱」，商丘縣改名商邱縣。
1913年，全国废府，撤销归德府，保留商邱县:126，归豫东道，后又先后隶属开封道、河南省第二行政督察区。1947年，中華民國內政部编撰的《中華民國行政區域簡表》中，商丘县县域面积约为2345.00平方公里，人口625104人:126。
第二次国共内战期间，解放军占领商邱县后，属豫皖苏第一行政区。中华人民共和国建立，在1956年停止使用“邱”字，稱商丘县，属商丘专区、商丘地区。1997年商丘撤地设市，商丘县随商丘地区一同撤销，现分属梁园区和睢阳区。
商丘县是1986年12月8日公布的第二批国家历史文化名城之一，由于商丘县被裁撤，此称号已由睢阳区继承。

## 行政区划
1997年建制撤销之前，商丘县下辖以下乡镇：
- 现属梁园区：双八镇、张阁镇、谢集镇、李庄乡、王楼乡、刘口乡、观堂乡、平台乡、周集乡、水池铺乡、孙福集乡
- 现属睢阳区：城关镇、郭村镇、李口镇、宋集镇、城北乡、路河乡、王坟乡、勒马乡、闫集乡、娄店乡、冯桥乡、高辛乡、坞墙乡、临河店乡、毛锢堆乡、包公庙乡